# Coggia
Coggia (korsisch Coghja) ist eine französische Gemeinde auf Korsika, die zum Département Corse-du-Sud gehört, mit 808 Einwohnern (Stand: 1. Januar 2022). Coggia gehört zum Arrondissement Ajaccio und ist Teil des Kantons Sevi-Sorru-Cinarca.

## Geographie
Umgeben wird Coggia von den Nachbargemeinden Vico im Westen und Norden, Arbori im Nordosten und Osten, Ambiegna im Osten und Casaglione im Süden und Südosten. Hier mündet der Liamone in den Golf von Sagone, an dessen Küste Coggia liegt. Das Hauptdorf (Cruciate) befindet sich in den Bergen; weitere Ortschaften in der Gemeinde sind Sant Erasmu, Cerasa, Coggia Maio, Casanova, Vedolaccia, die Ferienhaussiedlungen am Golf von Sagone.

## Bevölkerungsentwicklung
| Jahr                       | 1962 | 1968 | 1975 | 1982 | 1990 | 1999 | 2006 | 2016 |
| Einwohner                  | 246  | 225  | 284  | 447  | 538  | 699  | 828  | 704  |
| Quellen: Cassini und INSEE |      |      |      |      |      |      |      |      |

## Weinbau
Die Reben der Gemeinde gehören zum Weinbaugebiet Ajaccio.

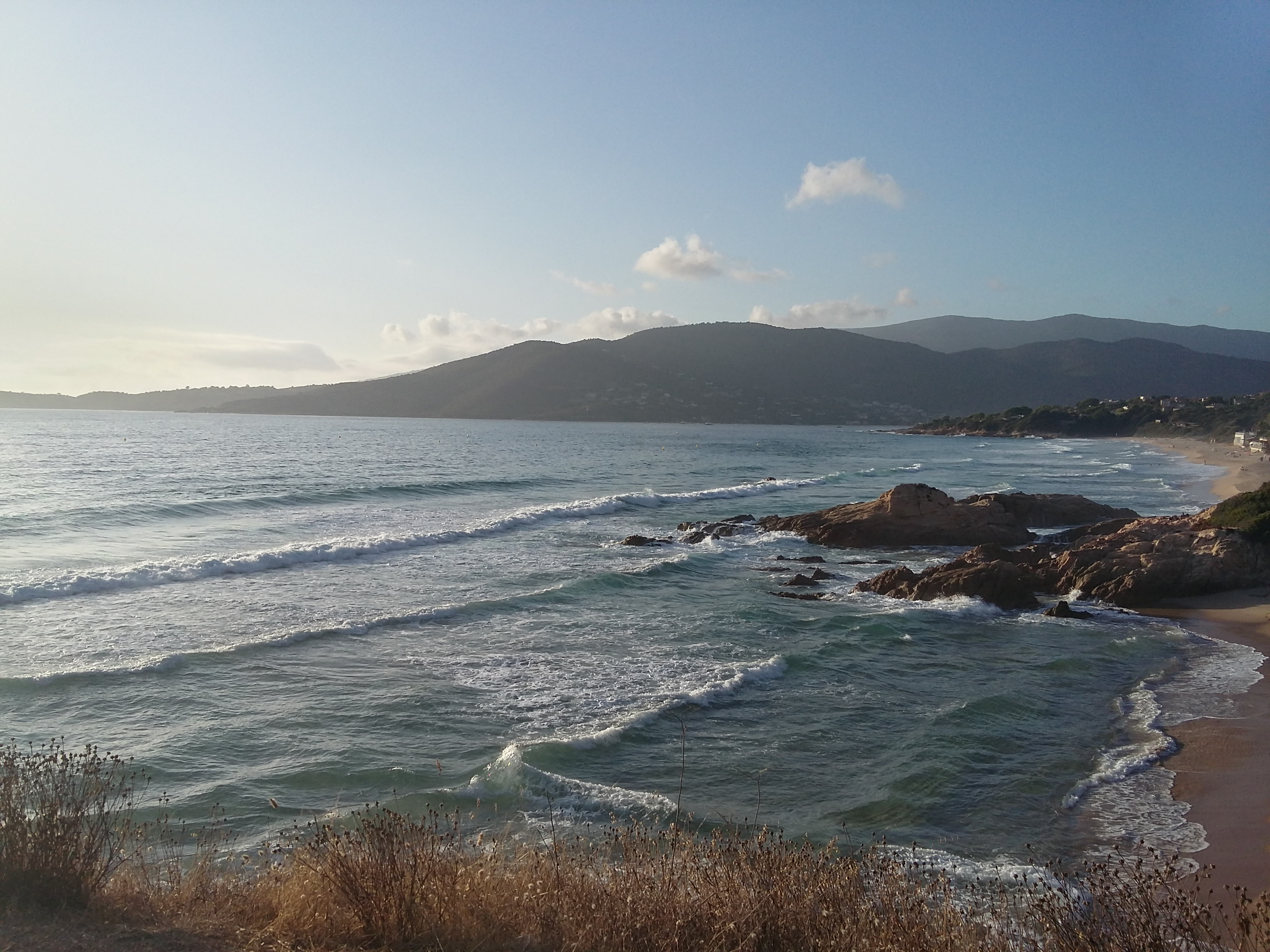
Strand bei Coggia